# واين س. سميث
واين س. سميث (بالإنجليزية: Wayne C. Smith)‏ هو عسكري أمريكي، ولد في 4 ديسمبر 1901 في سانت جوزيف في الولايات المتحدة، وتوفي في 13 نوفمبر 1964.